# Головкино (Тамбовская область)
Головкино — упразднённая в 2017 году деревня в Сосновском районе Тамбовской области. Входит в состав Верхнеярославского сельсовета.

## География
Деревня расположена в пределах Окско-Донской равнины, в северо-западной части района на реке Польной Воронеж. Река служит административной границей с Сараевским районом Рязанской области.
Климат
Деревня находится, как и весь район, в умеренном климатическом поясе, и входит в состав континентальной климатической области Восточно-Европейской Равнины. В среднем в год выпадает от 350 до 450 мм осадков. Весной, летом и осенью преобладают западные и южные ветра, зимой — северные и северо-восточные. Средняя скорость ветра 4-5 м/с.

## История
Деревня Головкино (Головнино) основана не позднее 1790 года.
Упоминается в документах ревизской сказки 1834 года по Козловскому уезду под названием: «Деревня Головнина», принадлежавшая помещице Надежде Николаевне, дочери Сазоновой, за которой записаны крепостные крестьяне, проживавшие в 5 домах, где числилось 14 человек мужского пола и 14 женского пола.
В 1858 году упомянутая деревня принадлежала Вере Алексеевне Роговой, урождённой Сазоновой; там по-прежнему проживали крепостные крестьяне: мужского пола — 21, женского пола — 16 человек. В переписной книге пометка: «Достались (крестьяне) от родительницы моей, поручицы Надежды Николаевны Сазоновой в 1857 году».
Упразднена Постановлением Тамбовской областной Думы от 27.10.2017 № 429, как фактически прекратившая своё существование.

## Население
В списках населённых мест Тамбовской губернии по сведениям 1862 г. именуется как владельческая деревня Головина (Верховский Хутор) при р. Польной Воронеж. В ней было 7 дворов с населением 209 человек (мужчин — 112, женщин — 97).
В адрес-календаре Тамбовской губернии на 1910 г. указана как деревня Рогова, в которой числилось 38 домохозяйств. Земли — 180 десятин.
В епархиальных сведениях 1911 г. упоминается по церковному приходу села Нероново (Покровско-Васильевское). В Головкино числилось 55 крестьянских дворов с населением 366 человек: мужского пола — 185, женского пола — 181 человек.
Однако данные из адрес-календаря Тамбовской губернии за тот же 1911 г. несколько отличаются: 41 двор с населением 289 человек (мужчин — 149, женщин — 140). Надельной земли 180 десятин. Владение ею общинное.
В адрес-календаре на 1914 г. упоминается две деревни — Головино и Головино Роговой: в деревне Головино проживало 130 человек (мужчин — 50, женщин — 80). Земли — 64 десятины. В деревне Головино Роговой насчитывалось 240 человек (мужчин — 100, женщин — 140). Земли — 180 десятин.
В 1926 году в Головнино было 97 хозяйств с населением 516 человек (мужчин — 260, женщин — 256).
По спискам сельскохозяйственного налога на 1928-29 гг. в селе числилось 102 хозяйства с населением 548 человек.
| 2010 |
| ---- |
| 0    |

## Инфраструктура
Было личное подсобное хозяйство.

## Транспорт
Просёлочная дорога.